# Francisco Camilo de Holanda
Francisco Camilo de Holanda (cidade da Paraíba, 10 de setembro de 1862 – Rio de Janeiro, 1946) foi um militar, médico e político brasileiro, presidente do estado da Paraíba entre 22 de outubro de 1916 e 22 de outubro de 1920.
Foi o sexto filho do tenente-coronel Antônio Camilo de Holanda e de Amasile Meira Henrique. Estudou na Escola de Aprendizes Marinheiros entre 1875 e 1879. Formou-se na Faculdade de Medicina da Universidade da Bahia em 1886, aos 24 anos, defendendo a tese "Considerações acerca das moléstias fetais que podem obstar o parto". Ingressou no Exército brasileiro em 1889, como tenente-cirurgião, e serviu ao 27º Batalhão de Infantaria por dois anos. Holanda fez parte do corpo de saúde do Exército durante 35 anos e foi nomeado coronel em 1920.
Casou-se com Mariana Augusta Chaves com a qual teve um único filho, Rafael de Holanda.

## Biografia
Em 1891 Francisco Camilo de Holanda é transferido para Minas Gerais para atuar no 31º Batalhão de Infantaria, da guarnição de São João del-Rei. Com a transferência desse batalhão para o Rio Grande do Sul, em 1893, ele é novamente transferido, agora para a capital federal - Rio de Janeiro - com o objetivo de prestar serviços aos feridos da Revolta da Armada. Acometido de beribéri, recebe licença para se tratar na Paraíba. Melhor da saúde, voltou a São João del-Rei e, em seguida, é escalado para fazer parte do grupo de médicos convocados para atender aos feridos da Guerra de Canudos no interior da Bahia. Fica responsável pela direção do Hospital Militar, em Salvador, uma vez que seu diretor, Silvino Pacheco, estava em viagem ao interior da Província. Após alguns dias, desloca-se para Queimadas e, por sorte, escapa de fazer parte da expedição de Moreira César, que foi dizimada. Terminada a Campanha de Canudos, serve à guarnição de Pernambuco e, em seguida, volta à Paraíba.
Ingressa na vida política como deputado federal, entre 1900 e 1903, pela chapa Venâncio-Epitácio. Findo o mandato, serve à guarnição do Pará e, em seguida, é transferido para o Hospital Central do Exército, no Rio de Janeiro. Presta ainda, serviços à Força Expedicionária de Mato Grosso e, depois, em Pernambuco, já com a patente de Major, no Hospital Militar. Posteriormente, é nomeado Chefe do Serviço de Saúde do 4º Distrito Militar, em São Paulo. Novamente insere-se na política e é empossado no deputado federal em 1909 e em 1915. Nesse último mandato, Camilo de Holanda renuncia para candidatar-se a presidência do estado. Camilo de Holanda toma posse em 22 de outubro de 1916, juntamente com seu 1º vice-presidente, Antônio Massa, e o 2º vice-presidente, João Baptista Alves Pequeno, logo após desembarcar do Rio de Janeiro no dia 17 de outubro. Seu governo, imbuído do discurso de modernidade da época, é marcado por muitas obras de desenvolvimento e higienização na Paraíba. 
“Um programa de remodelação da capital não podia desprezar os diversos trechos da cidade que se prestavam para logradouros públicos. Assim, voltamo-nos para a construção de praças publicas, tão indispensáveis à vida das populações.”

"Uma das maiores necessidades da capital era a de facilitar o transito de sua população, corrigindo, ao mesmo tempo quanto possível, os defeitos de alinhamentos e construção das ruas existentes.”— Francisco Camilo de Holanda
 Na esteira de um movimento de remodelação dos espaços de moradia, lazer e trabalho, que já existia desde o início do século XX, período em que várias doenças assolavam o país, como a cólera e a tuberculose, Camilo de Holanda desenvolve uma proposta de higienização e embelezamento, presente nas leis municipais em relação ao espaço urbano. As obras foram coordenadas pelo diretor de obras públicas, Rafael de Holanda, filho do presidente e, entre os incumbidos de realizar esta proposta, estavam arquitetos renomados como Pascoal Fiorillo, Hermenegildo Di Lascio, Olavo Freire e Clodoaldo Gouveia, que introduziram elementos estilísticos do ecletismo, art nouveau e neocolonial.

## Obras e atuações relevantes
Foram construídas na capital paraibana, dentro do plano urbanístico do Governo Camilo de Holanda, as praças Aristides Lobo – onde foi colocado o primeiro monumento público da cidade, em homenagem a Aristides Lobo; Pedro Américo - com um monumento ao pintor; Conselheiro Henriques; Rio Branco e Bella Vista, e abertas as avenidas São Paulo, General Osório, Maximiano de Figueiredo e Epitácio Pessoa. Ainda foram ampliadas a rede de iluminação e de abastecimento de água e foi reconstruída a ponte sobre o Rio Sanhauá. Construiu o edifício da Escola Normal, que lá permaneceu até 1938, e atualmente sedia o Palácio da Justiça e o grupo escolar Antônio Pessoa, situado na avenida Beaurepaire Rohan. Dentro do plano de embelezamento foram reformados os edifícios do Teatro Rosa, da Cadeia Pública e da Imprensa Oficial. Reformas foram feitas nas ruas Maciel Pinheiro, Amaro Coutinho, Rosário, da República, Irineu Joffylli, nas avenidas Beaurepaire Rohan e Cruz das Almas e na Praça Venâncio Neiva, atualmente conhecida como Pavilhão do Chá. Um outro aspecto do processo de modernização da cidade foi a mudança na nomenclatura de suas ruas, avenidas e demais logradouros públicos. Ruas, avenidas e praças da cidade receberam o nome de datas importantes ou de personalidades que contribuíram, de algum modo, com o desenvolvimento do Estado ou do país. Antigas ruas conhecidas como do Melão, do Portinho e da Areia, por exemplo, passaram a se chamar Beaurepaire Rohan, Amaro Coutinho e Barão da Passagem, respectivamente. Na legislatura, através do Decreto Estadual nº 844, de 9 de junho de 1917, criou uma Seção de Bombeiros com um efetivo de 30 homens, retirados da própria Força Pública e em 14 de março de 1918, pelo Decreto Estadual nº 913, instituiu a adoção do livro Escola Pitoresca de Carlos Dias Fernandes, diretor do A União, jornal oficial da província, nas escolas públicas da Paraíba.  No interior do estado, melhoramentos, como a construção de um reservatório de água no município de Esperança e o saneamento da cidade de Alagoinha, também foram feitos. E, em parceria com a administração federal, no Projeto de Combate às Secas, construíu a estrada de rodagem entre Campina Grande e o município de Soledade. Lançou ainda a campanha de combate a praga da lagarta rosada que destruía os algodoais paraibanos.